# Бучумены (станция)
Бучумены, ж/д станция (рум. Buciumeni, stație de cale ferată) — село и железнодорожная станция в Унгенском районе Молдавии. Наряду с сёлами Бучумены и Флорешты входит в состав коммуны Бучумены.

## География
Станция расположено на высоте 48 метров над уровнем моря.

## Население
По данным переписи населения 2004 года, на станции Бучумень проживает 343 человека (178 мужчин, 165 женщин).
Этнический состав:
| Национальность | Число жителей | Процентный состав |
| -------------- | ------------- | ----------------- |
| молдаване      | 17            | 4.96              |
| украинцы       | 1             | 0.29              |
| прочие         | 1             | 0.29              |
| Всего          | 343           | 100%              |